# Prix du Peuple
Le Prix du Peuple (coréen : 인민상) est un prix nord-coréen dans le domaine des arts et des sciences. Il a été créé le 8 septembre 1958 et est décerné par la « Commission d'attribution du Prix du Peuple », qui travaille directement sous l'autorité du Cabinet de la Corée du Nord. Le prix peut être attribué à des œuvres d'art ou à des personnes. Le prix du peuple a été une récompense importante dans le domaine du cinéma nord-coréen.
Les œuvres et les personnes qui ont reçu le Prix du peuple couvrent des domaines aussi variés que la littérature, la gymnastique, l'opéra révolutionnaire coréen, l'acupuncture et la sculpture. Le prix du peuple a été reçu par des personnes à l'étranger.

## Histoire
Le Prix du peuple a été institué le 8 septembre 1958.
Le premier long métrage nord-coréen My Hometown (1949) a été réalisé par Kang Hongshik. C'était le premier d'une série de films à recevoir le Prix du peuple. Kim Il-sung a fait l'éloge de nombreux films lauréats du Prix du peuple des années 1960 et 1970 pour avoir fourni une réponse exhaustive à la question du Chajusŏng du peuple. Le Parti des travailleurs décerne ce prix aux films et aux cinéastes nord-coréens considérés comme remplissant le rôle d'un "excellent manuel" pour le Parti des travailleurs.
Certaines de ces œuvres, qui n'ont pas été reconnues comme des « classiques immortels », ont néanmoins obtenu le prix du peuple destiné uniquement aux meilleures productions. L'une de ces productions est le film en trois parties Cinq frères de guérilla (1968) réalisé par Choe Ik-gyu, et supervisé par Kim Jong-il lui-même. D'autres films supervisés par Kim et ayant remporté le prix du peuple sont Un village fleuri et Une famille de travailleurs (1971). Dans le cas d’Une famille de travailleurs, Kim Jong-il n'aurait pas été satisfait de l'application de la théorie des semences,. Cependant, certains de ses films, tels que Mer de sang (1968) et Jeune fille en fleur (1972), sont devenus des « classiques immortels ».
En 1965, le personnel enseignant de l'université Chosun, établie à Chongryon, a reçu le prix au Japon.
De nombreuses œuvres ayant obtenu le prix du peuple sont encore très appréciées en Corée du Nord. Réminiscences des guérillas antijaponaises est considéré comme un classique de la littérature du Parti du travail, et a reçu le Prix du peuple en 2012. Il est toujours utilisé dans les séances quotidiennes d'étude idéologique sur les lieux de travail, et de nombreux mémoires ont ensuite été adaptés au cinéma,.
L'œuvre majeure du lauréat du Prix du peuple Kim Song-gun, Vagues de la mer Kumgang, a été utilisée comme arrière-plan pour une photo de groupe avec Kim Jong-il et Bill Clinton lors de la visite de ce dernier en Corée du Nord en 2009 Kim Song-gun a reçu le prix pour sa peinture Vagues de la mer Kumgang en 1999.

## Récipiendaires

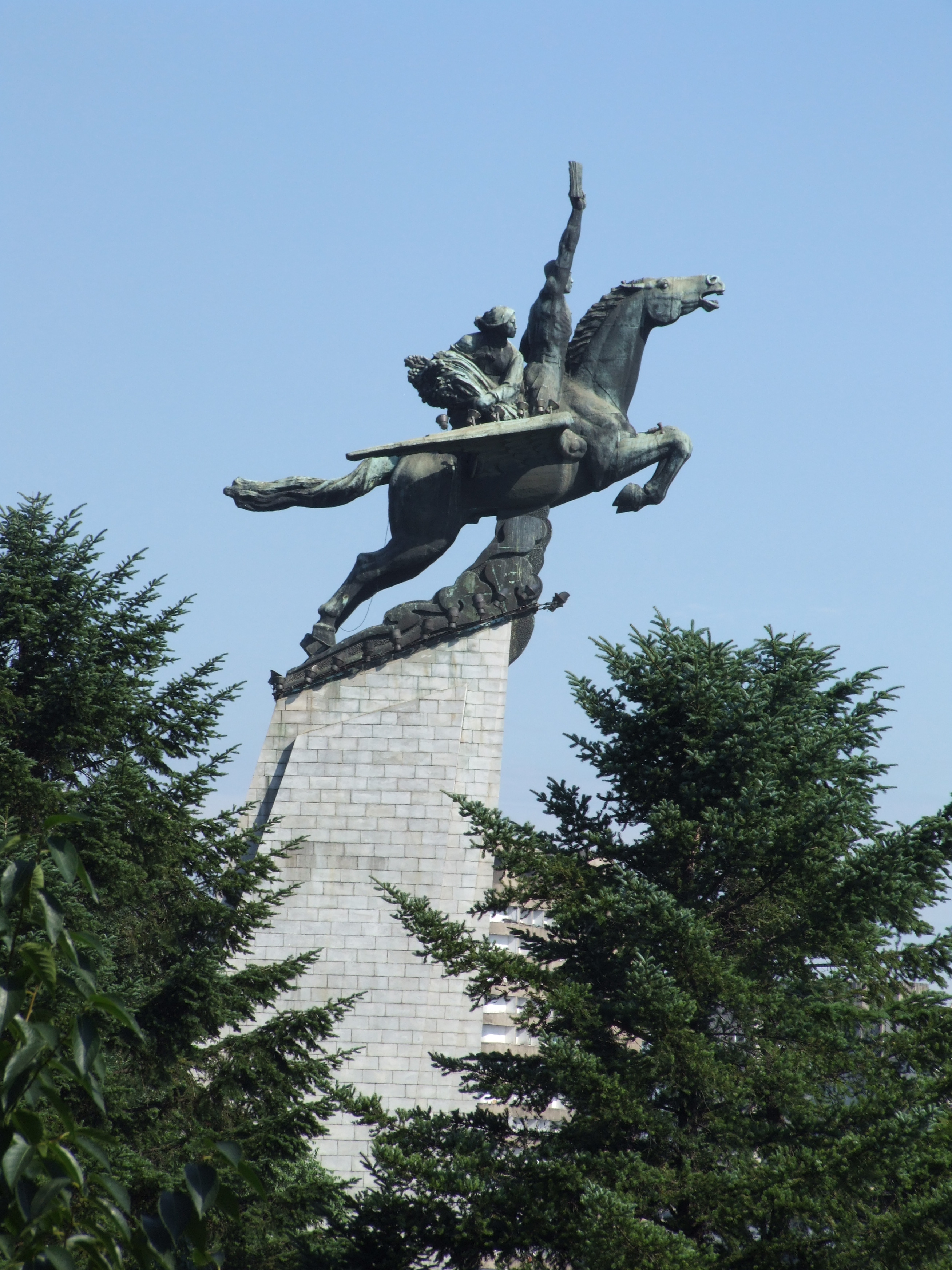
La statue du Chollima, inaugurée le 15 avril 1961, a reçu le prix du peuple.

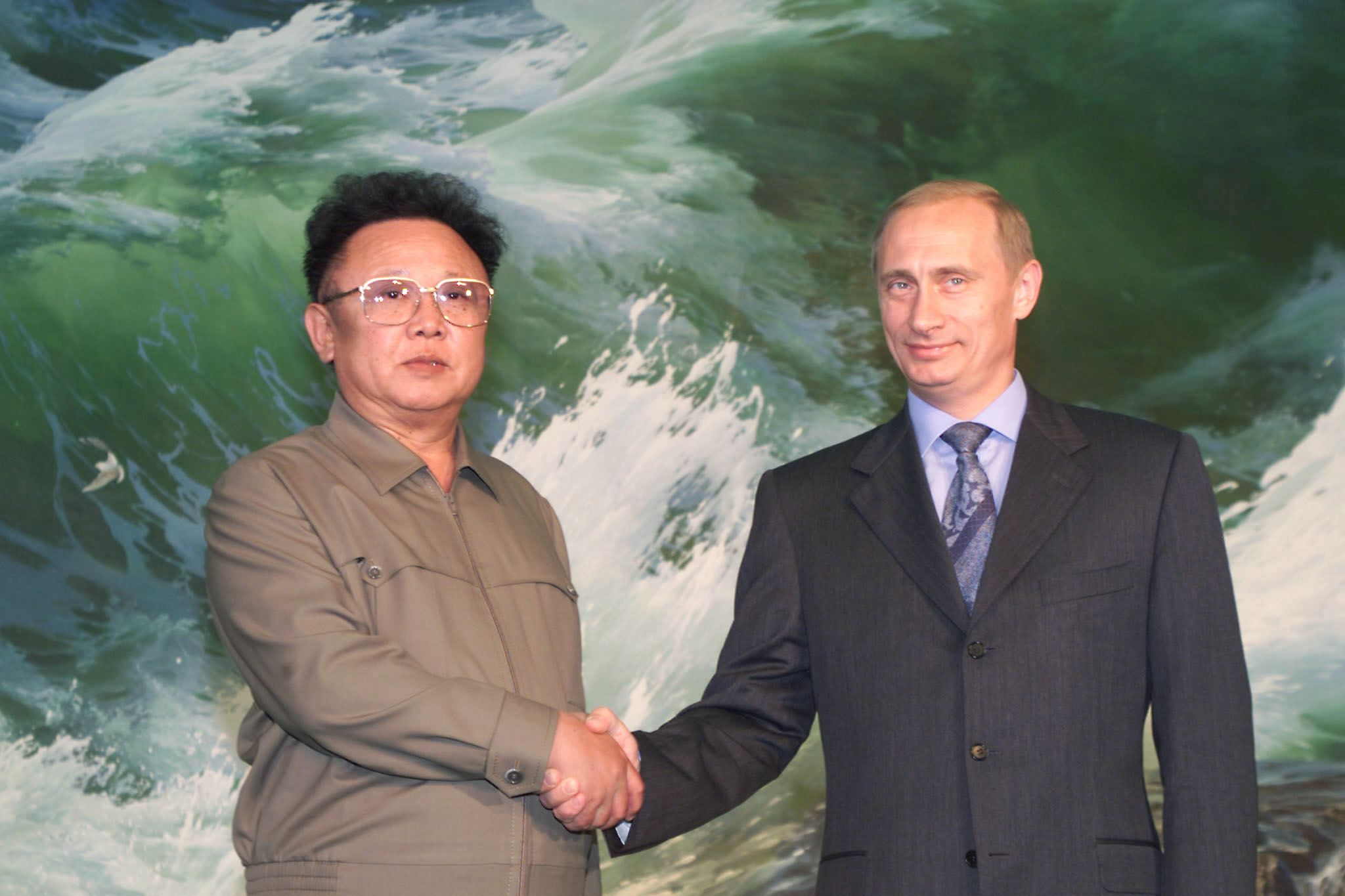
Kim Jong-il serrant la main de Vladimir Poutine devant les Vagues de la mer Kumgang de Kim Song-gun, lauréat du Prix du peuple.

### Arts
- Une sculpture en granit Trompette de l'Avancée (attribuée en septembre 1988)[12]
- La statue de Chollima[13]
- Les vagues de la mer de Kumgang peintes par Kim Song-gun (récompensé en 1999)[14]

### Livres
- Histoire (livre) (1958)[15]
- Réminiscences des guérillas antijaponaises (récompensé en mars 2012)[8].
- Parmi le peuple (primé en avril 1992)[16].

### Éducation
- Le personnel enseignant de l'université Chosun a reçu le prix le 8 janvier 1965[7].

### Gymnastique
- Le Parti des travailleurs de Corée, toujours victorieux (récompensé en 2011)[17]
- Corée de Chollima[18]
- Unité de l'esprit unique (décerné en 2011)[17]
- Chanson de la Corée[18]
- Le peuple chante son chef (récompensé en 2011)[17]
- Sous la bannière du Parti (décerné en 1980)[19]
- Nous défendrons le drapeau rouge sous la direction du maréchal[20]  (récompensé en 1996)[19]

### Films
- Une famille de travailleurs[21]
- Un Agitateur rouge (récompensé en 1962)[22]
- Fille du soleil (récompensé en 1962)[22]
- Ligne de démarcation dans la ville (récompensé en 1962)[22]
- Le village florissant[23]
- Cinq Frères de la Guérilla[23]
- Les ouvriers du laminoir[24]
- Quand les pommes sont cueillies[24]
- Des filles dans un port[24]
- L'ancien supérieur du commandant de brigade[23]
- Ma ville natale[25]
- Mer de sang[23]
- Tournesol (film) (décerné en 1962)[22]
- Le destin d'un homme du Corps d'autodéfense[23]
- La fileuse[26]
- La famille d'un ouvrier[23]
- La Fille aux fleurs[23]
- Un pistolet Jung tire sur Ito Hirobumi[23]
- Garantie (film)[27]

### Pièces musicales
- Sous un soleil radieux (récompensé le 30 décembre 1962)[28]

### Opéra révolutionnaire
- L'histoire d'une infirmière[29]

### Science
- Kim Bong-han a reçu le prix le 2 février 1962 pour ses travaux sur l'acupuncture[30].
- Kye Ung-sang, connu pour ses recherches sur les vers à soie eri et tussor, a reçu le prix en 1963[31].